# Grigorie Cazacliu
Grigore Cazacliu (n.  25 ianuarie 1892, Cușelăuca, Județul Soroca (interbelic), d. 27 decembrie 1959, București) a fost un politician român, membru al Sfatului Țării, student la acea dată.

## Familie
Familia Cazacliu a jucat un rol important la Marea Unire; Ion Cazacliu a fost unchiul lui Grigore, iar Vladimir Cazacliu a fost fratele său. Vladimir si Grigore Cazacliu sunt fiii lui Alexandru si al Evdochiei Cazacliu, Au mai avut in frate, Ioan, si o sora, Ludmila.

## Sfatul Țării
Grigore Cazacliu a fost membru al Sfatului Țării, Parlamentul Moldovei între 1917 și 1918. La data de 27 martie 1918 Grigore Cazacliu a votat Unirea Basarabiei cu România. În cadrul ”Sfatului Țării” a deținut funcția de secretar al Comisiei Constituționale (1 iulie 1918 – 27 noiembrie 1918). 
Este ales în mai multe legislaturi din partea județului Soroca. Sub guvernul Ion Brătianu – doctor Lupu a fost ales vicepreședinte al Camerei Deputaților. 
În 2 februarie 1939 a fost numit rezident regal al Ținutului Nistru, funcție pe care a deținut-o pana pe 22 septembrie 1940, data la care s-a înființat Comitetul pentru Refugiații din Basarabia și nordul Bucovinei.

## Galerie de imagini

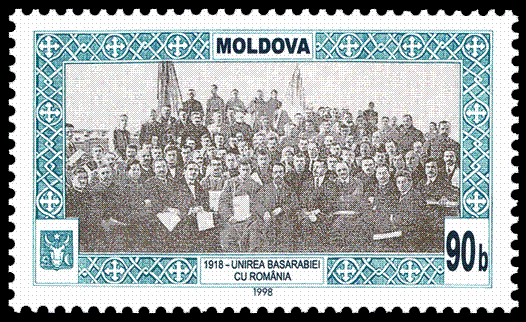
Timbru din Republica Moldova, 1998

## Vezi și
- Sfatul Țării
- Lista membrilor Sfatului Țării